# Episodi di The Order (seconda stagione)
La seconda e ultima stagione della serie televisiva The Order è stata distribuita su Netflix il 7 giugno 2020 in tutti i territori in cui è presente il servizio.
| n. | Titolo originale        | Titolo italiano                | Pubblicazione USA | Pubblicazione Italia |
| -- | ----------------------- | ------------------------------ | ----------------- | -------------------- |
| 1  | Free Radicals, Part 1   | Radicali liberi: Parte 1       | 18 giugno 2020    | 18 giugno 2020       |
| 2  | Free Radicals, Part 2   | Radicali liberi: Parte 2       | 18 giugno 2020    | 18 giugno 2020       |
| 3  | Fear Itself, Part 1     | La paura in sé: Parte 1        | 18 giugno 2020    | 18 giugno 2020       |
| 4  | Fear Itself, Part 2     | La paura in sé: Parte 2        | 18 giugno 2020    | 18 giugno 2020       |
| 5  | The Commons, Part 1     | La Comune: Parte 1             | 18 giugno 2020    | 18 giugno 2020       |
| 6  | The Commons, Part 2     | La Comune: Parte 2             | 18 giugno 2020    | 18 giugno 2020       |
| 7  | Spring Outbreak, Part 1 | Malattia di primavera: Parte 1 | 18 giugno 2020    | 18 giugno 2020       |
| 8  | Spring Outbreak, Part 2 | Malattia di primavera: Parte 2 | 18 giugno 2020    | 18 giugno 2020       |
| 9  | New World Order, Part 1 | Nuovo ordine mondiale: Parte 1 | 18 giugno 2020    | 18 giugno 2020       |
| 10 | New World Order, Part 2 | Nuovo ordine mondiale: Parte 2 | 18 giugno 2020    | 18 giugno 2020       |